# Живојин Влајнић
Живојин Влајнић (Београд, 7. март 1901 — Београд, 5. март 1992.) био је српски и југословенски сликар.

## Биографија
Живојин Влајнић је своје уметничко школовање започео у Уметничкој школи у Београду (1921—1924), а студије наставио у Паризу (1925—1926). У београдски ликовни живот укључио се 1933, када је излагао на пролећним и јесењим изложбама у павиљону „Цвијета Зузорић".
Између два рата припадао је групи лево оријентисаних уметника, активно учествовао у раду групе „Живот", те излагао на Салону независних (1936). Био је симпатизер комуниста којe је често скривао у свом стану у улици Ивана Милутиновића у Београду, укључујући и Тита који је код њега боравио неколико дана у мају 1940. Одмах по избијању II светског рата Влајнић се прикључио НОП-у.
У поратном периоду радио је као самостални уметник у Београду и учествовао на колективним изложбама (Београд, Загреб, Љубљана), али и ван граница земље (Москва, Петроград, Праг, Братислава, Варшава, Краков, Будимпешта). Сматран импресионистом од својих савременика, почео је да слика пределe, мртве природе и фигуралне композиције све више у постмодернистичком маниру. Најзначајнија платна насликао је у Београду, Македонији и Словенији. Међу значајним добијеним признањима јесте Политикина награда на VI Јесењој изложби београдских уметника (1933). Његове слике налазе се данас у београдским музејима и галеријама, као и у приватним колекцијама у земљи и иностранству.

## Дело
- Уметнички павиљон на Калемегдану, 1928
- Под Шар планином, 1935/1936
- Пејзаж из Словеније, око 1947
- Капетан-Мишино здање
- Предео са белим путем